# Oosterland (Zeeland)
Oosterland (Zeeuws: Oôsterland) is een plaats in de gemeente Schouwen-Duiveland in de Nederlandse provincie Zeeland. Het dorp telde op 1 januari 2023 2.360 inwoners.

## Geschiedenis
Het dorp kon ontstaan nadat in 1353 en 1354 de slikken oostelijk van het toenmalige eiland Duiveland werden bedijkt. Deze nieuwe polder werd aanvankelijk nog Oesterniewelant in Duveland genoemd, wat al snel werd ingekort tot Oosterland. Bij de bedijking werd de kreek Marevliet afgedamd, de resten hiervan staan tegenwoordig bekend als De Geule.
Oosterland was eeuwenlang een heerlijkheid. In het zuiden van de heerlijkheid lag het klein-ambacht Oosterstein met het gelijknamige kasteel, terwijl in Oosterland zelf het Heerenhof stond.
De plaats was tot 1961 een zelfstandige gemeente, het ging toen op in Duiveland. In 1816 was de gemeente Sirjansland bij de gemeente Oosterland gevoegd. In 1997 werden alle gemeenten op het eiland Schouwen-Duiveland samengevoegd tot één gemeente Schouwen-Duiveland.

## Bezienswaardigheden
De toren met zadeldak en het schip van de kerk, gewijd aan Judocus, zijn gebouwd omstreeks 1400, het koor volgde rond 1500. Het schip is afgebrand in 1612, sinds die tijd staat de toren los van het overige deel van de kerk.
In het dorp staan de Oosterlandse Molen uit 1752 en het Gasthuis uit 1754.
Oosterland telt zes rijksmonumenten.

## Kerkelijk
In Oosterland zijn er drie kerkelijke gemeenten:
- Gereformeerde Gemeenten, het kerkgebouw staat aan de Sint Joostdijk.
- Oud Gereformeerde Gemeente in Nederland, het kerkgebouw staat aan de Burgemeester van der Havestraat.
- Hervormde Gemeente binnen de Protestantse Kerk in Nederland, het kerkgebouw staat aan het Torenplein.

## Afbeeldingen

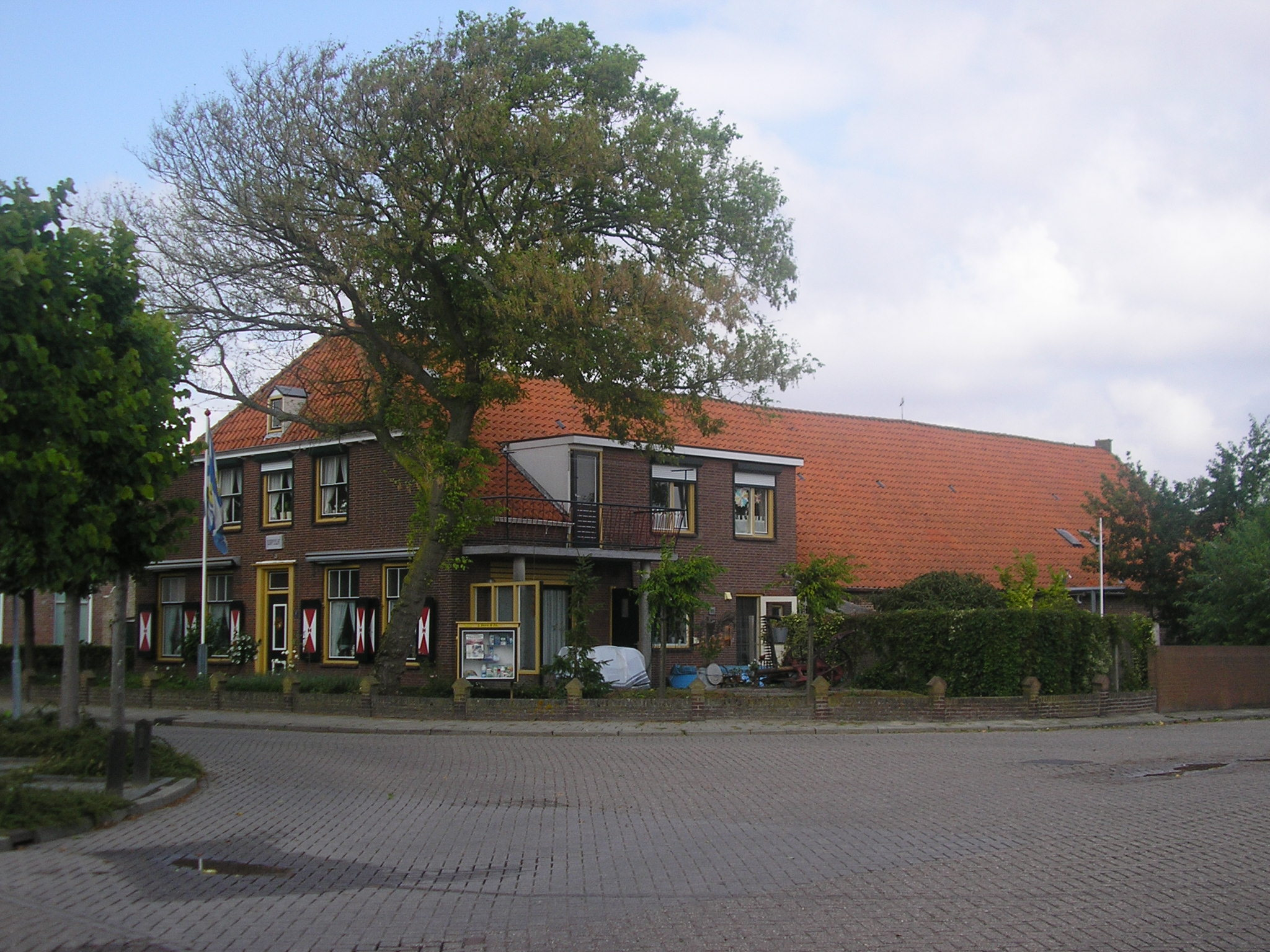
Voormalige boerderij nu loonbedrijf
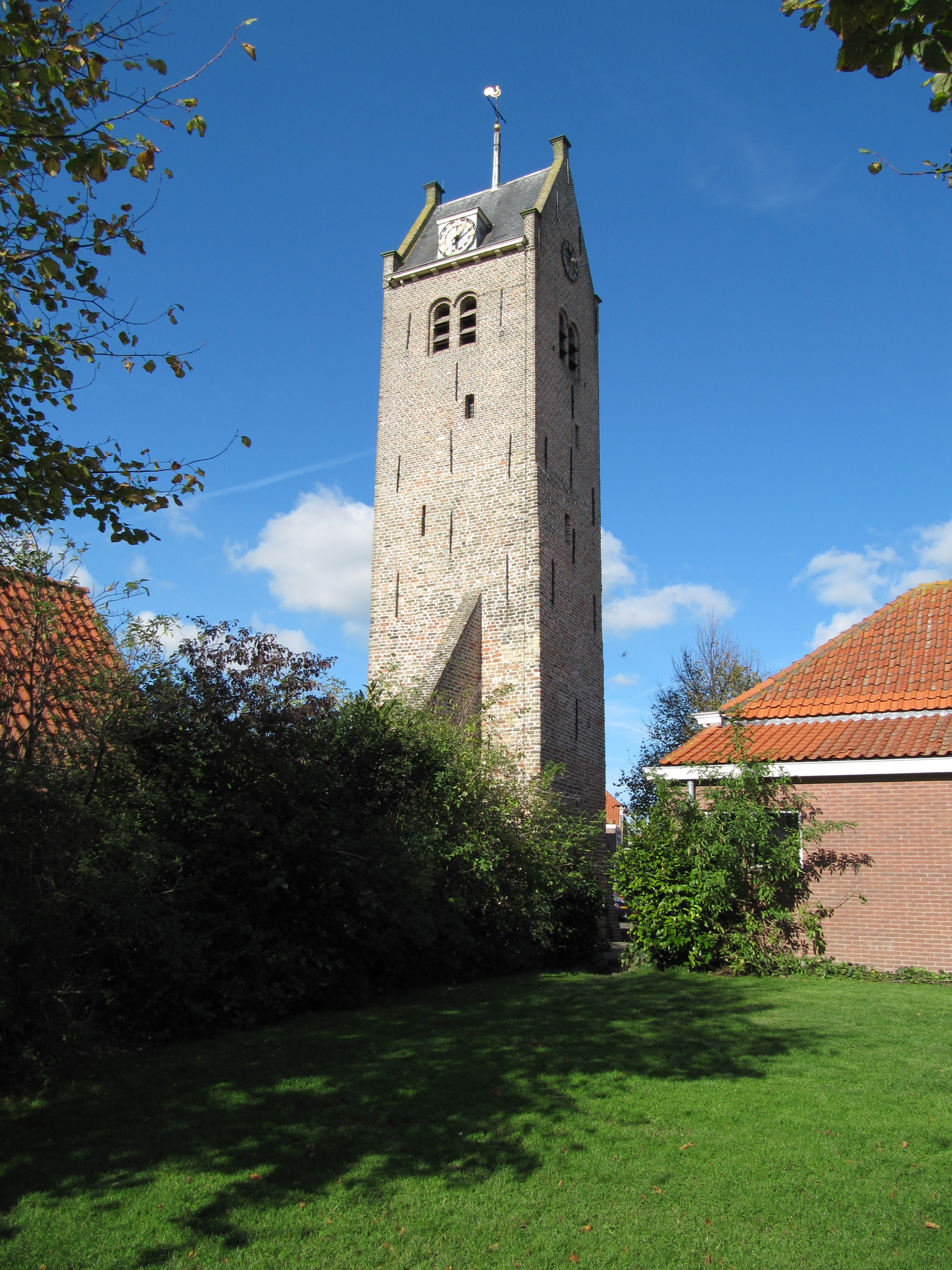
Losstaande kerktoren
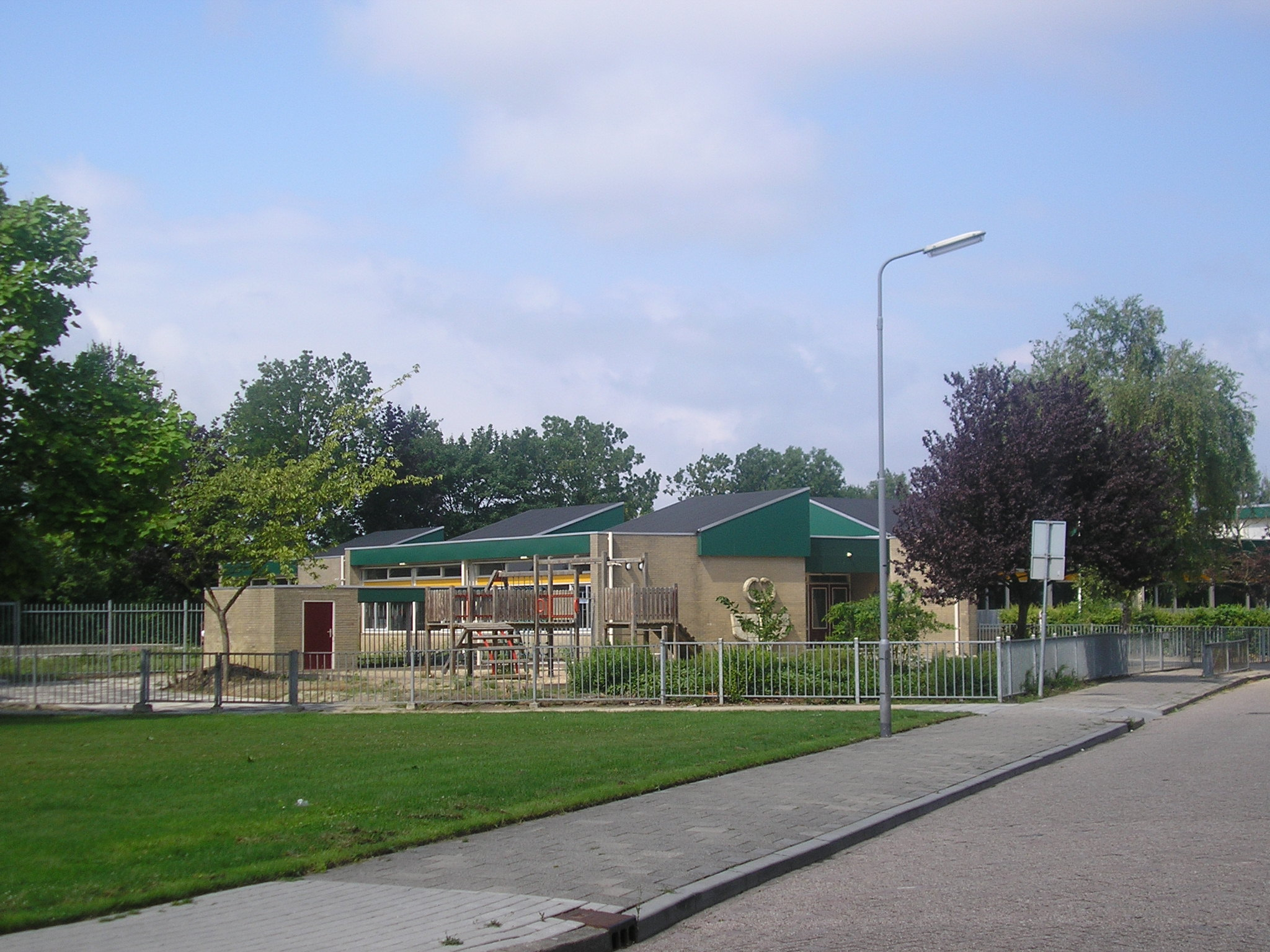
Ds.J.Bogermanschool, school op Gereformeerde Grondslag.
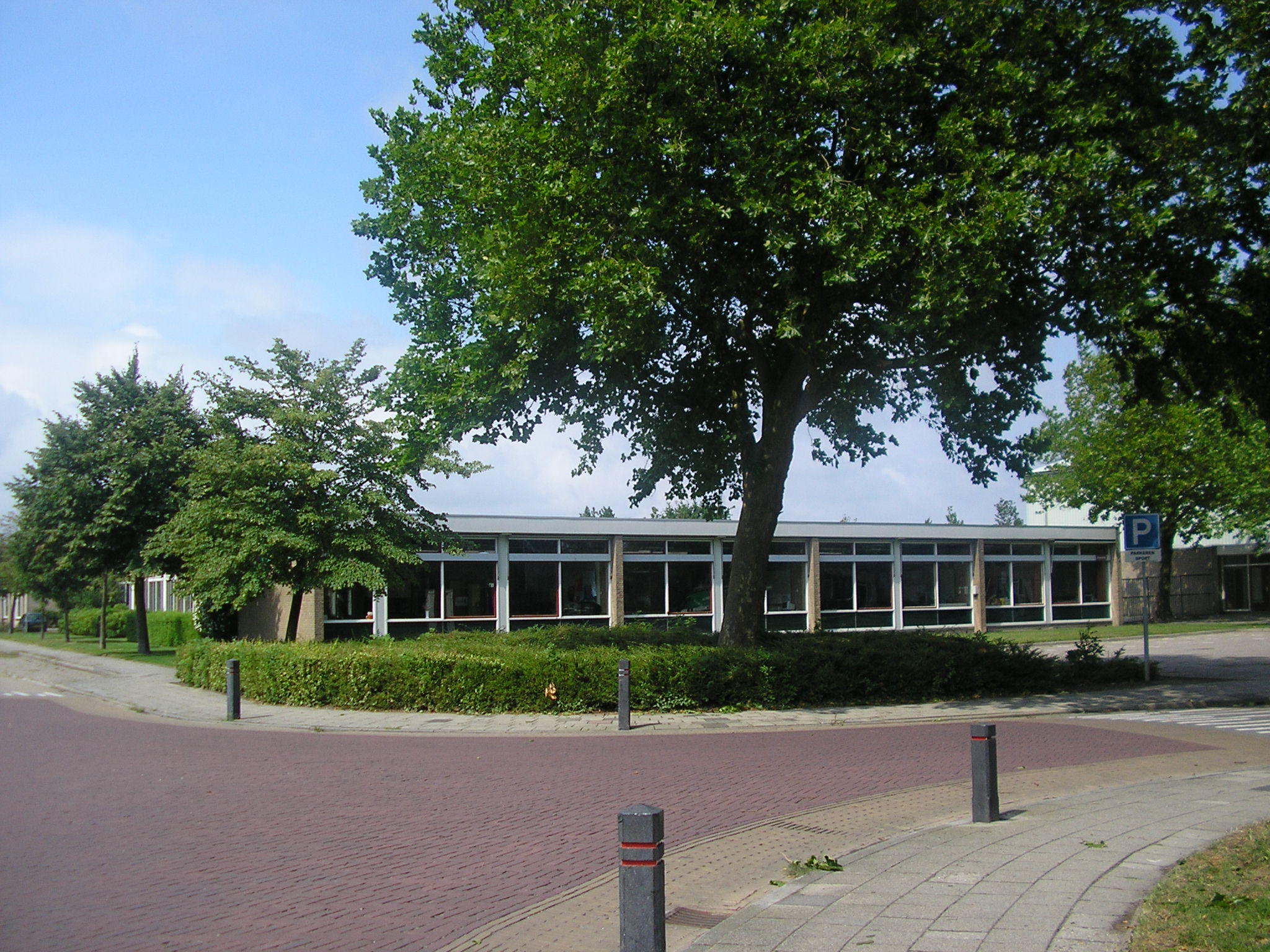
O.B.S. De Oosterburcht.
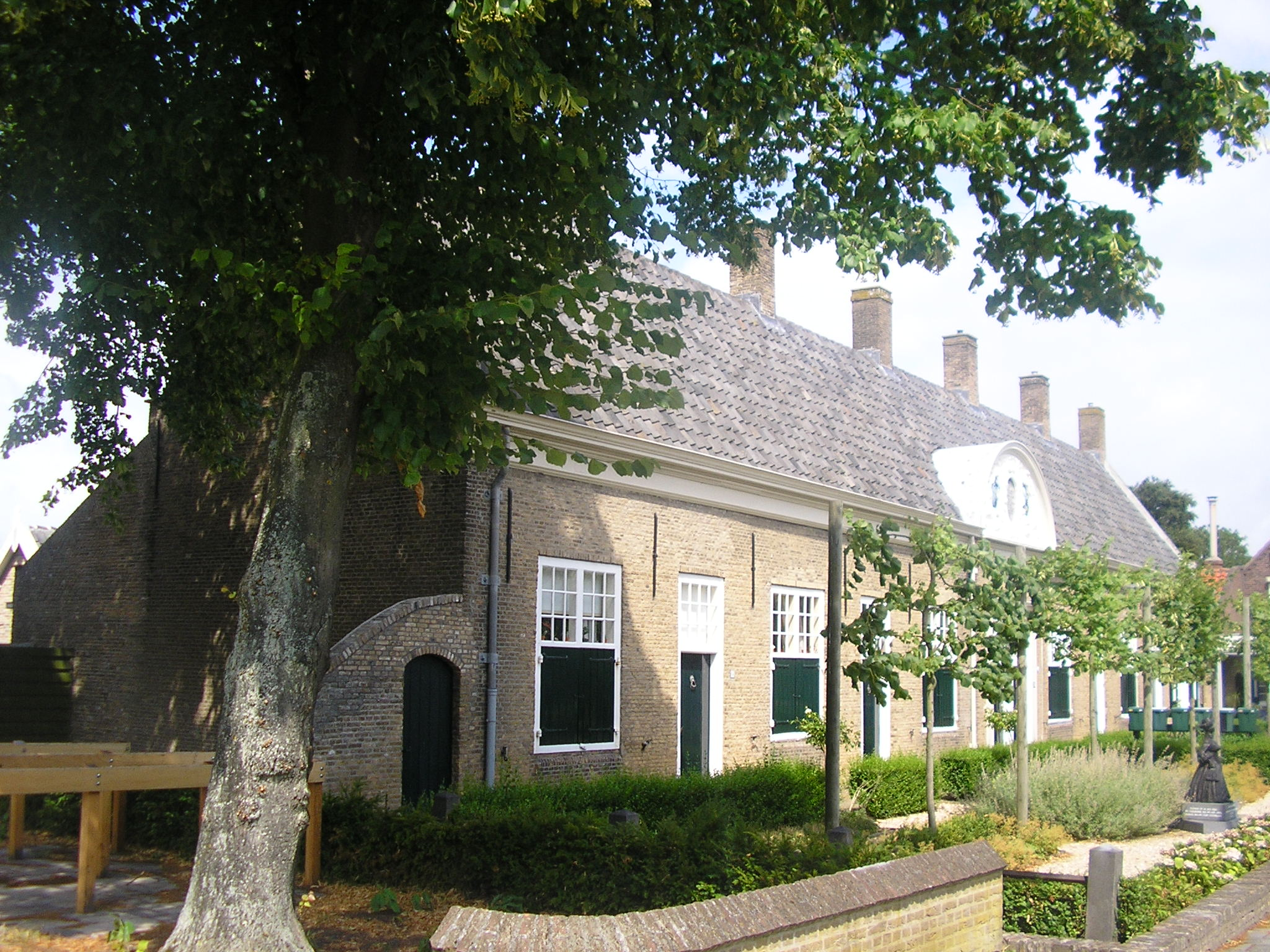
Gasthuis met monument van Suzanne Maria Lonque
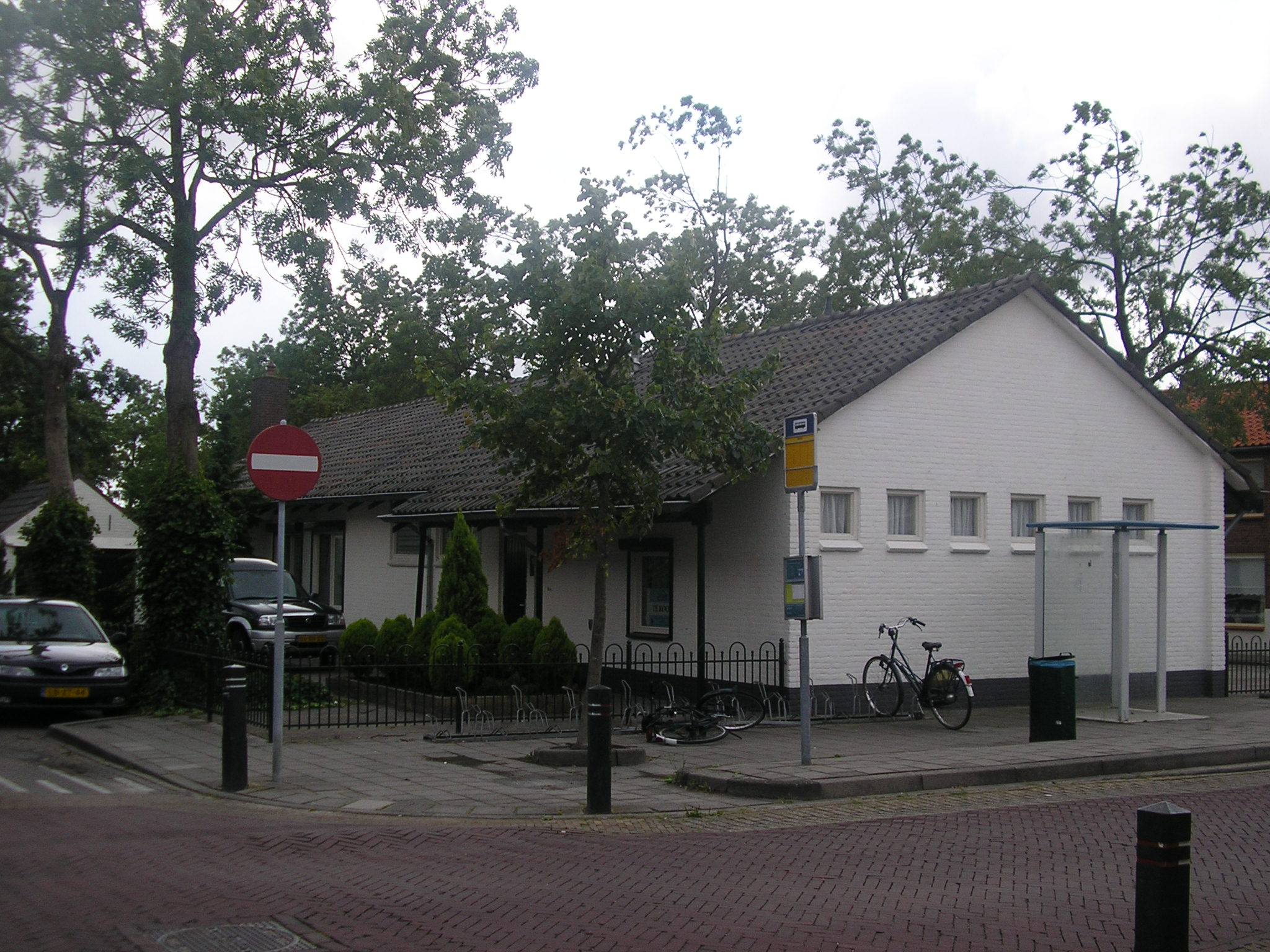
Voormalig Groene Kruisgebouw nu woonhuis, bij bushalte.
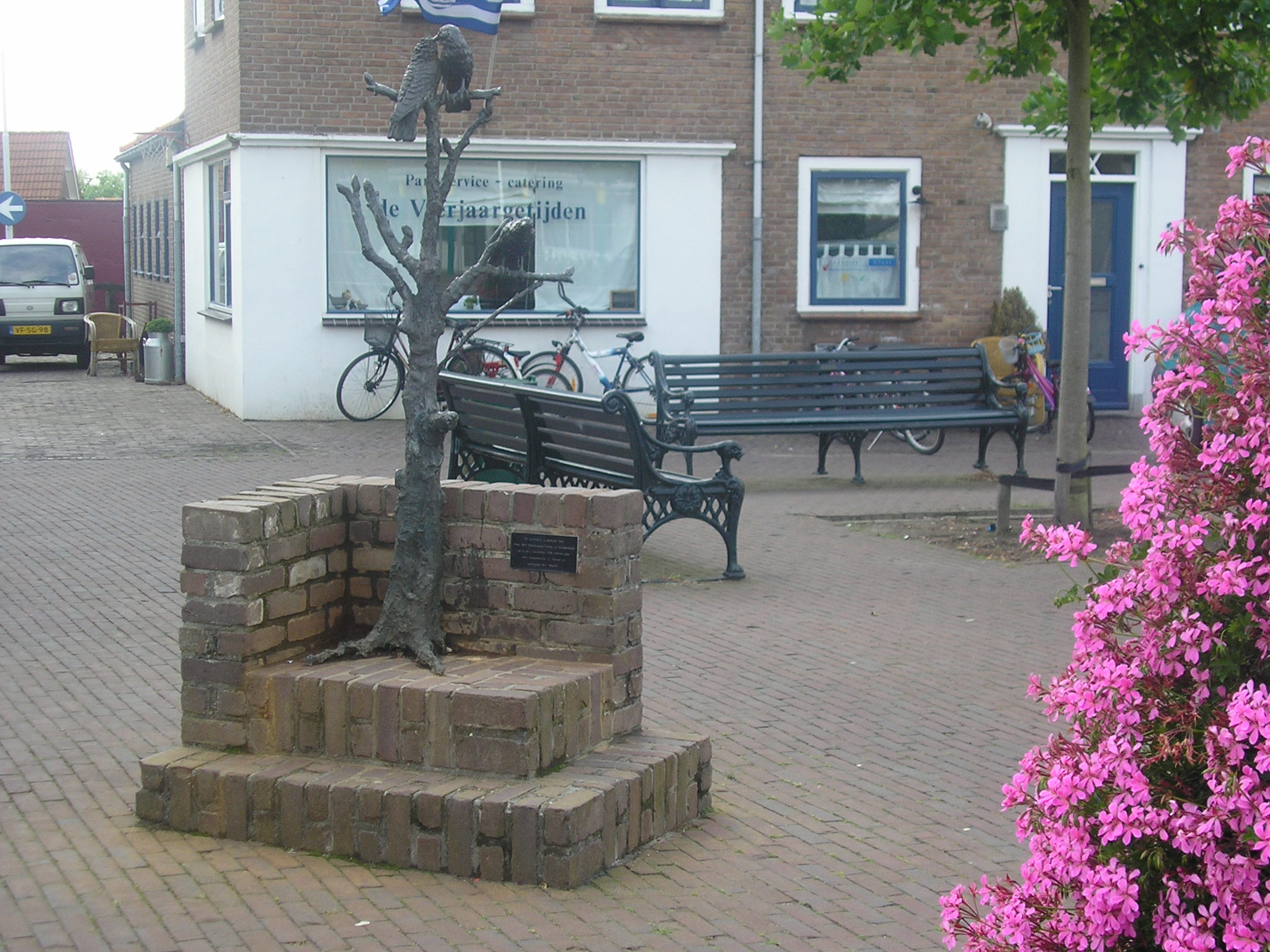
Beeld De Krayendorp op de Markt van Oosterland.
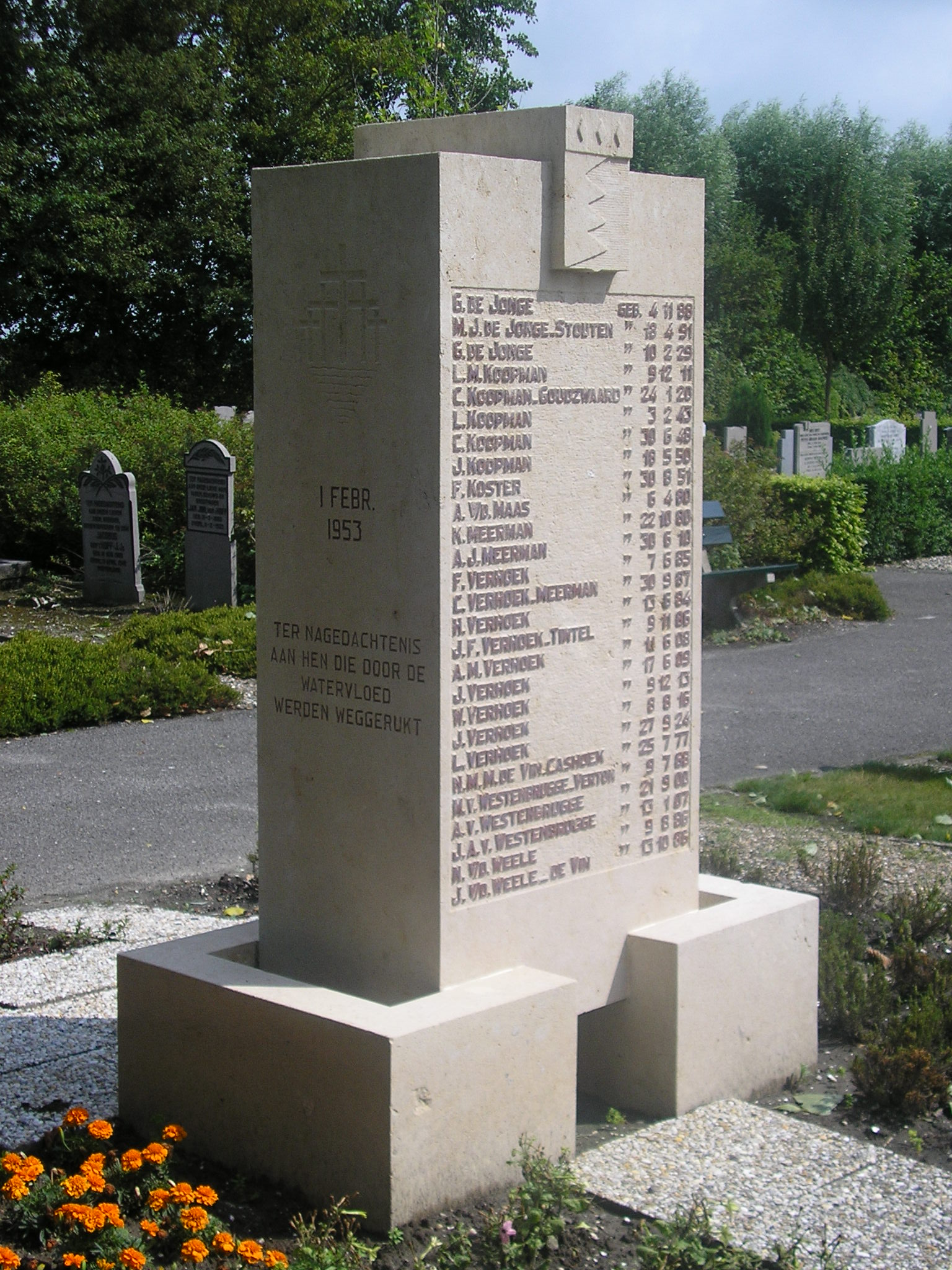
Achterzijde van de Watersnoodmonument op de begraafplaats van Oosterland.
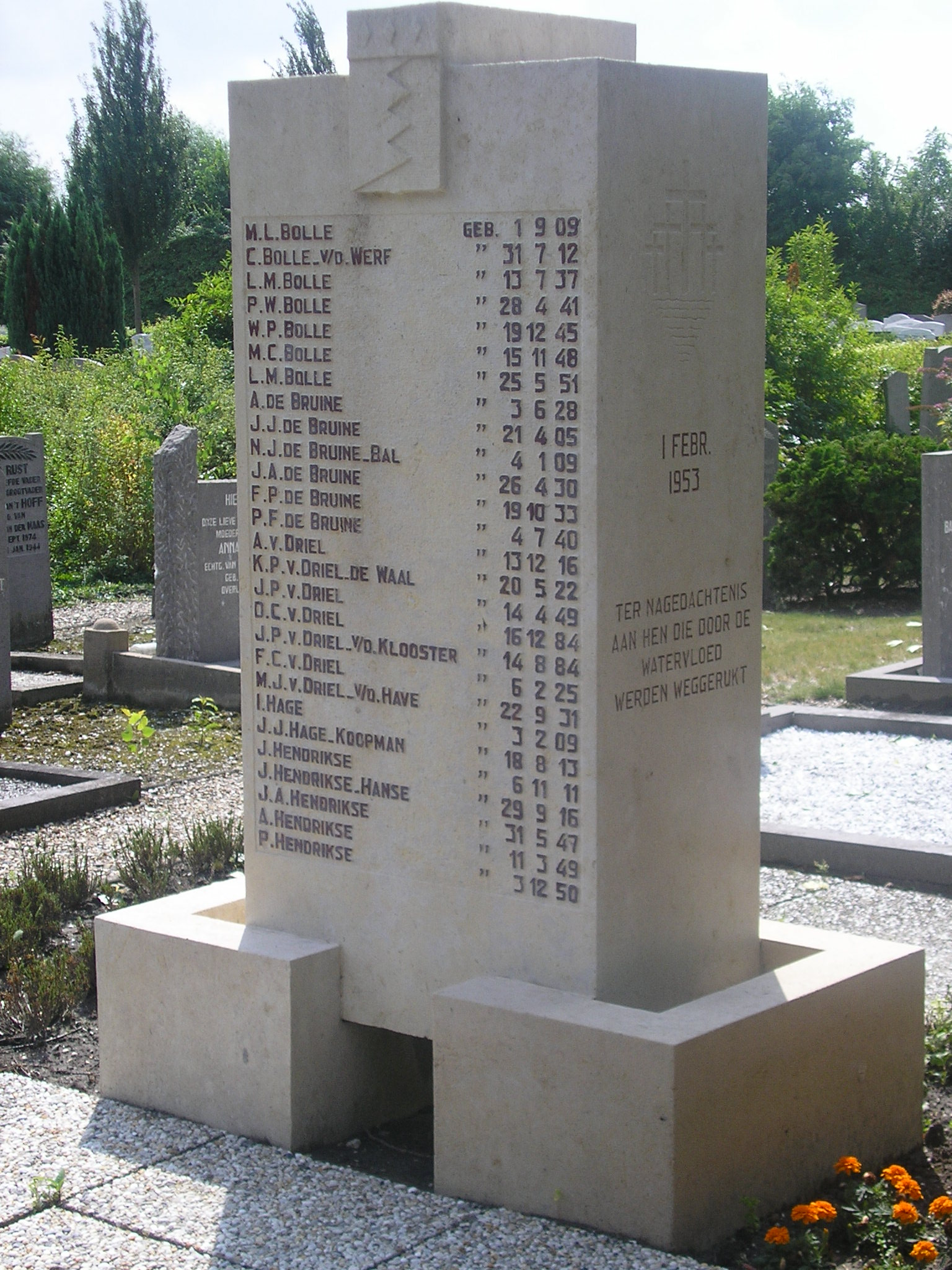
Voorzijde van de Watersnoodmonument op de begraafplaats van Oosterland.
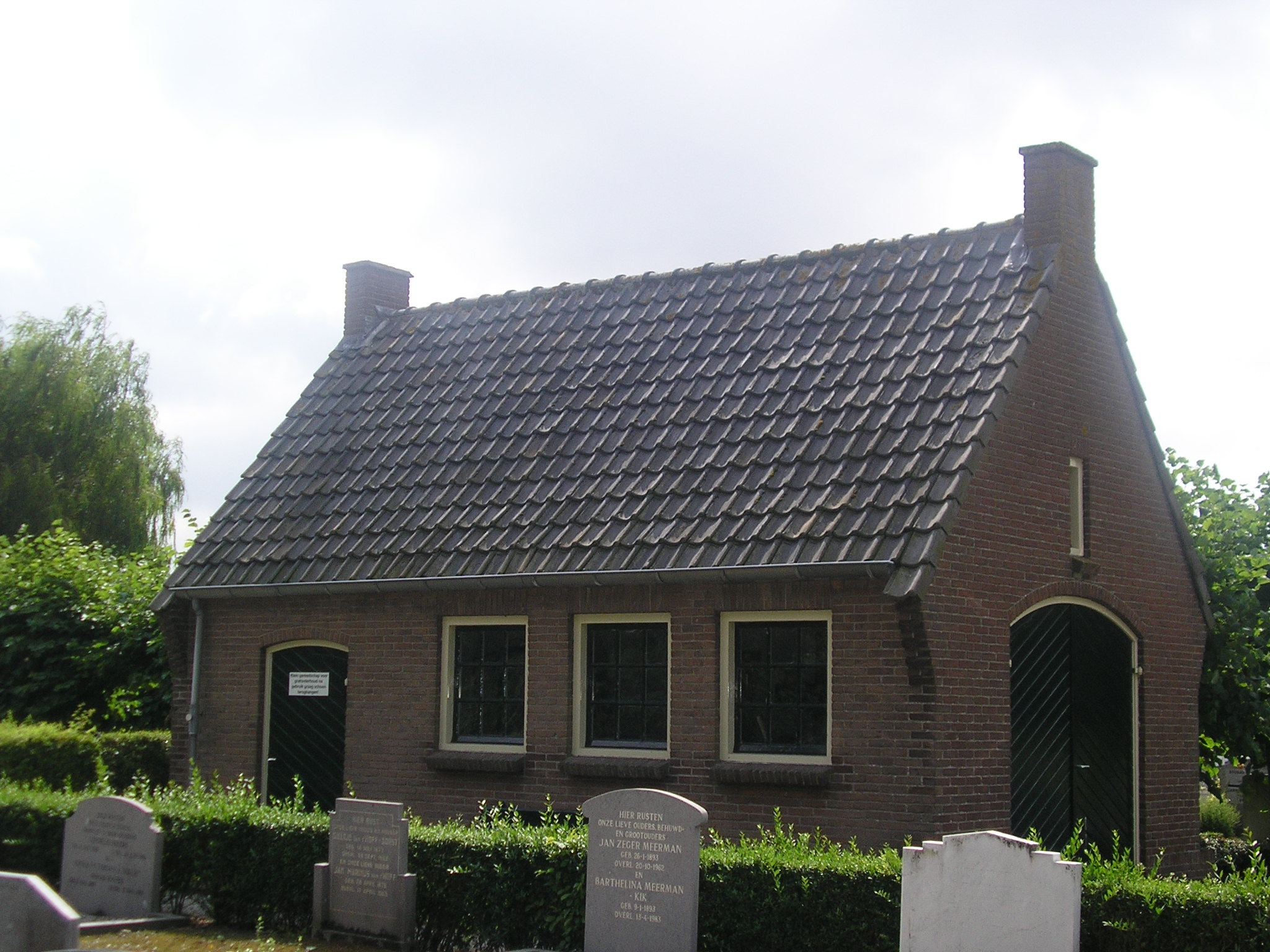
Opbergruimte op begraafplaats van Oosterland.
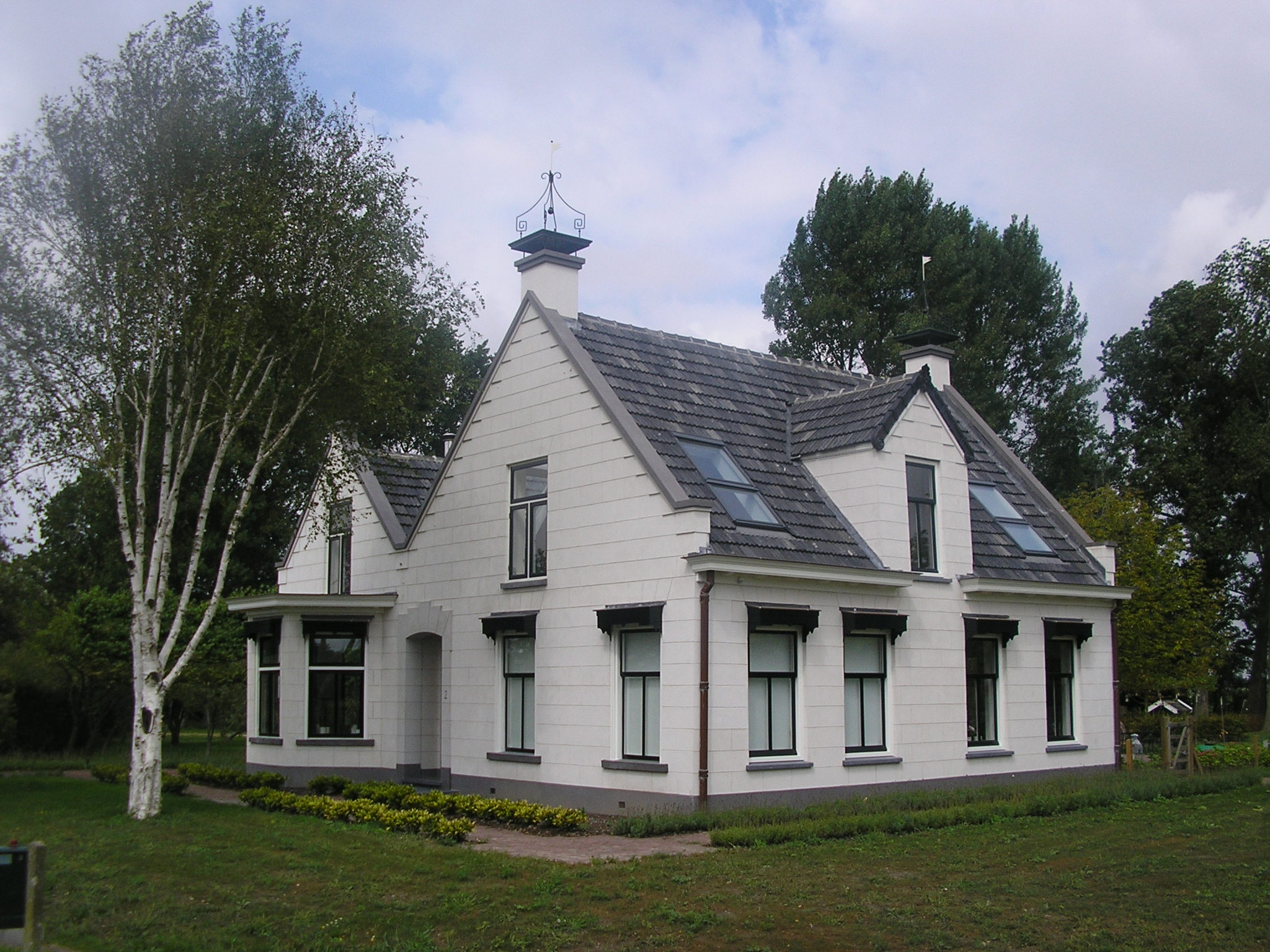
Monumentale huis tegenover het natuurgebied De Anwas.
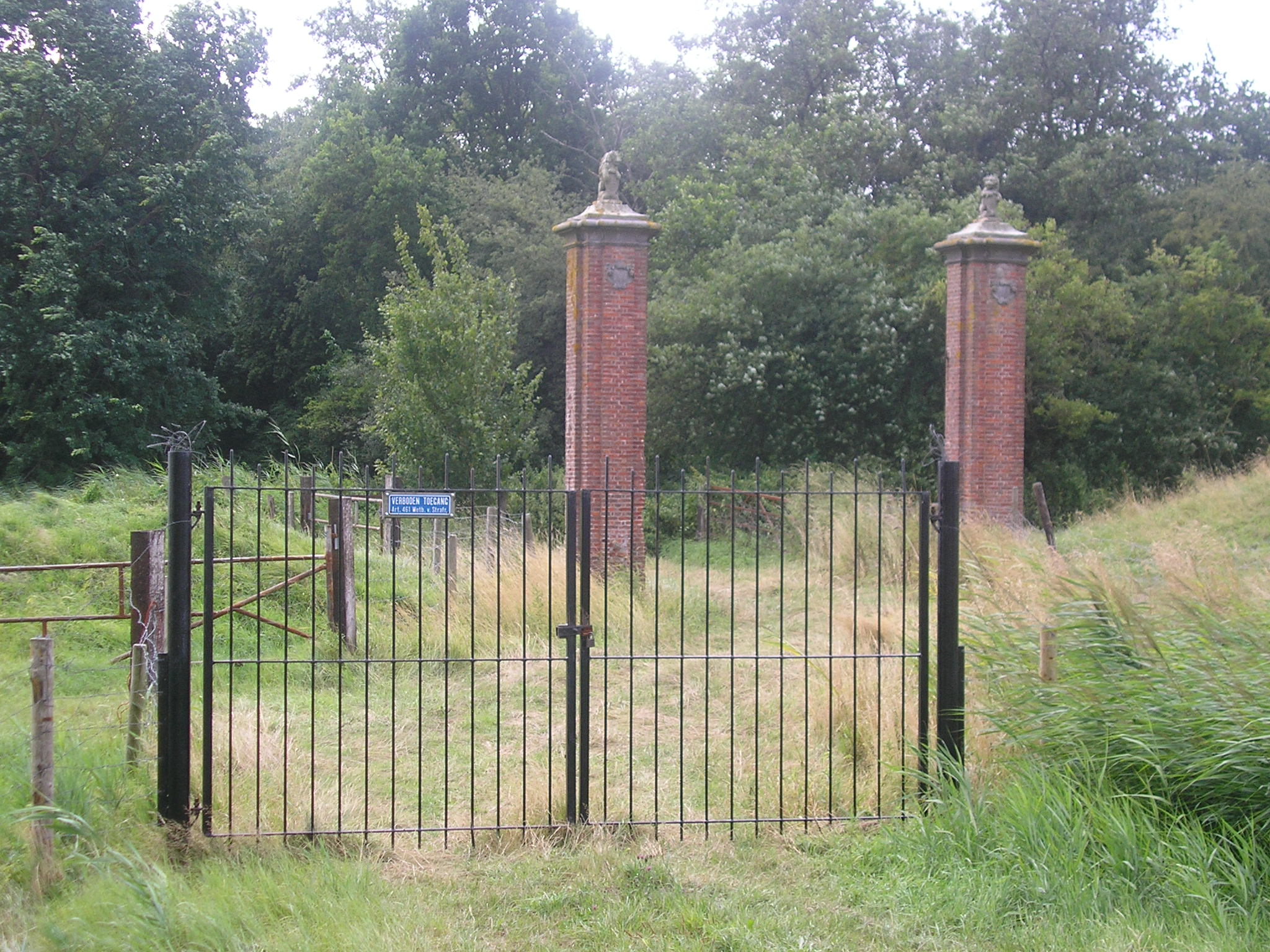
Voormalig toegangspoort bij de Oud-Heiligenweg.
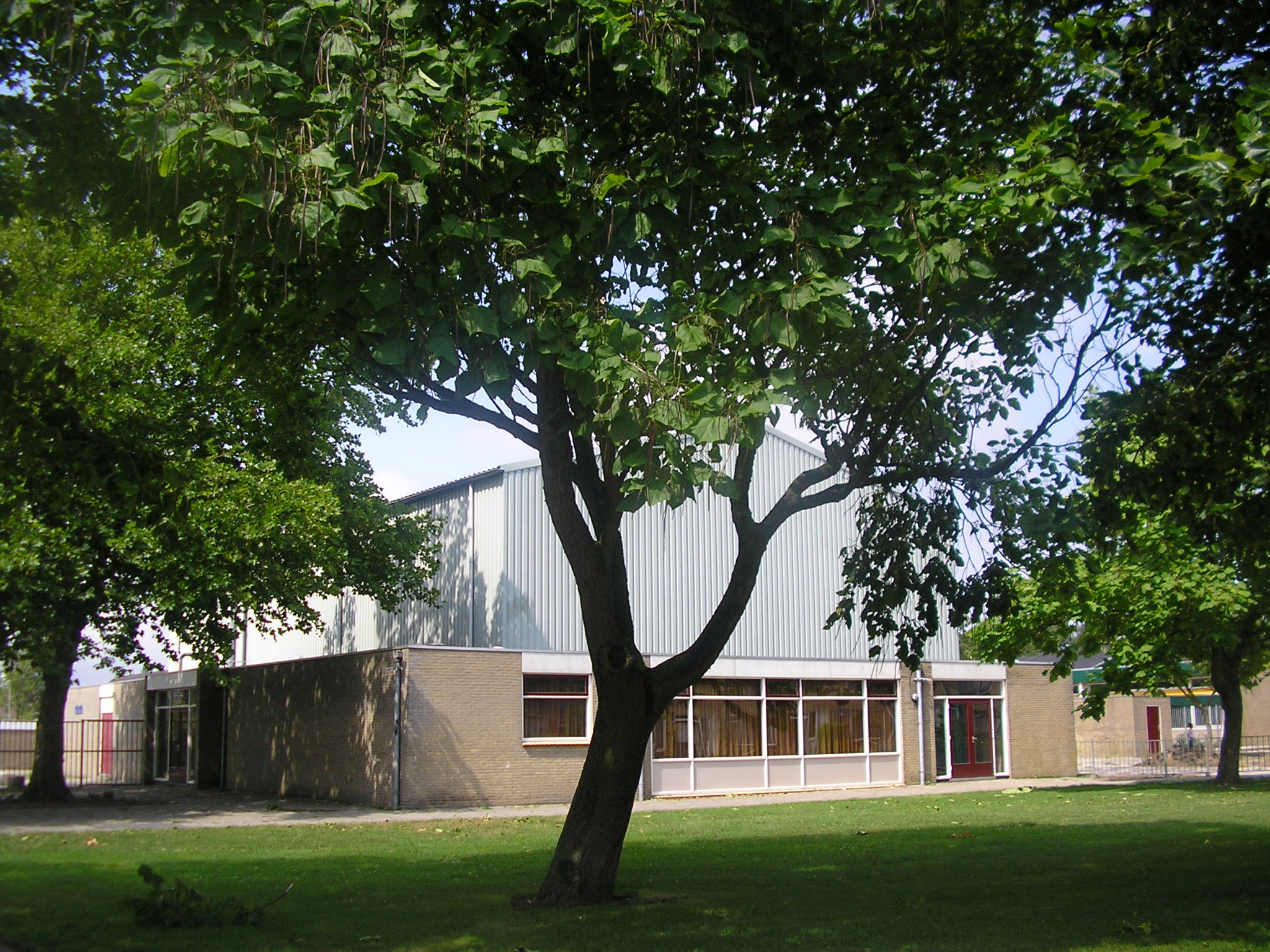
Sporthal.
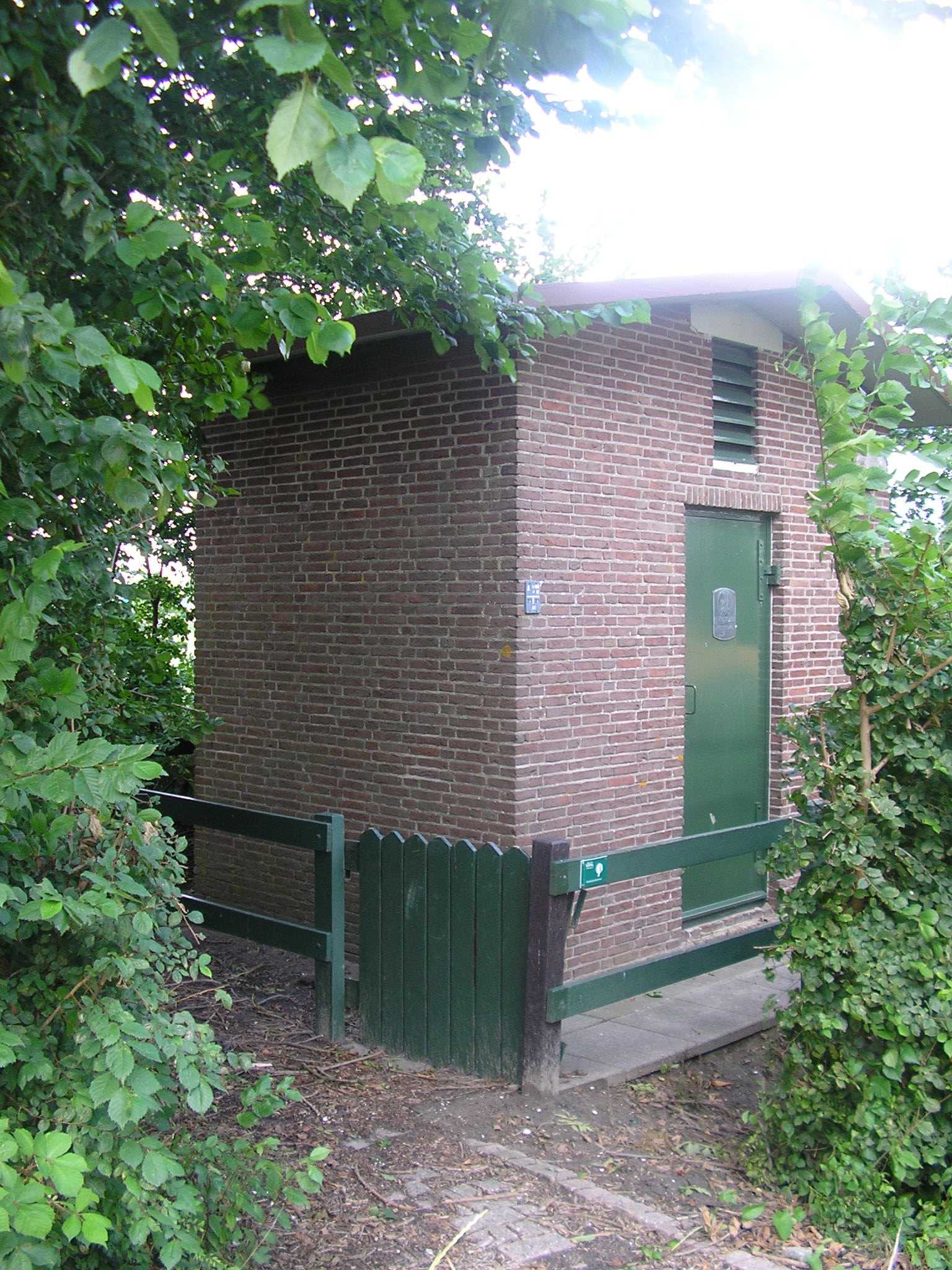
Transformatorhuisje Laurensweegje/Lage Rampertseweg.
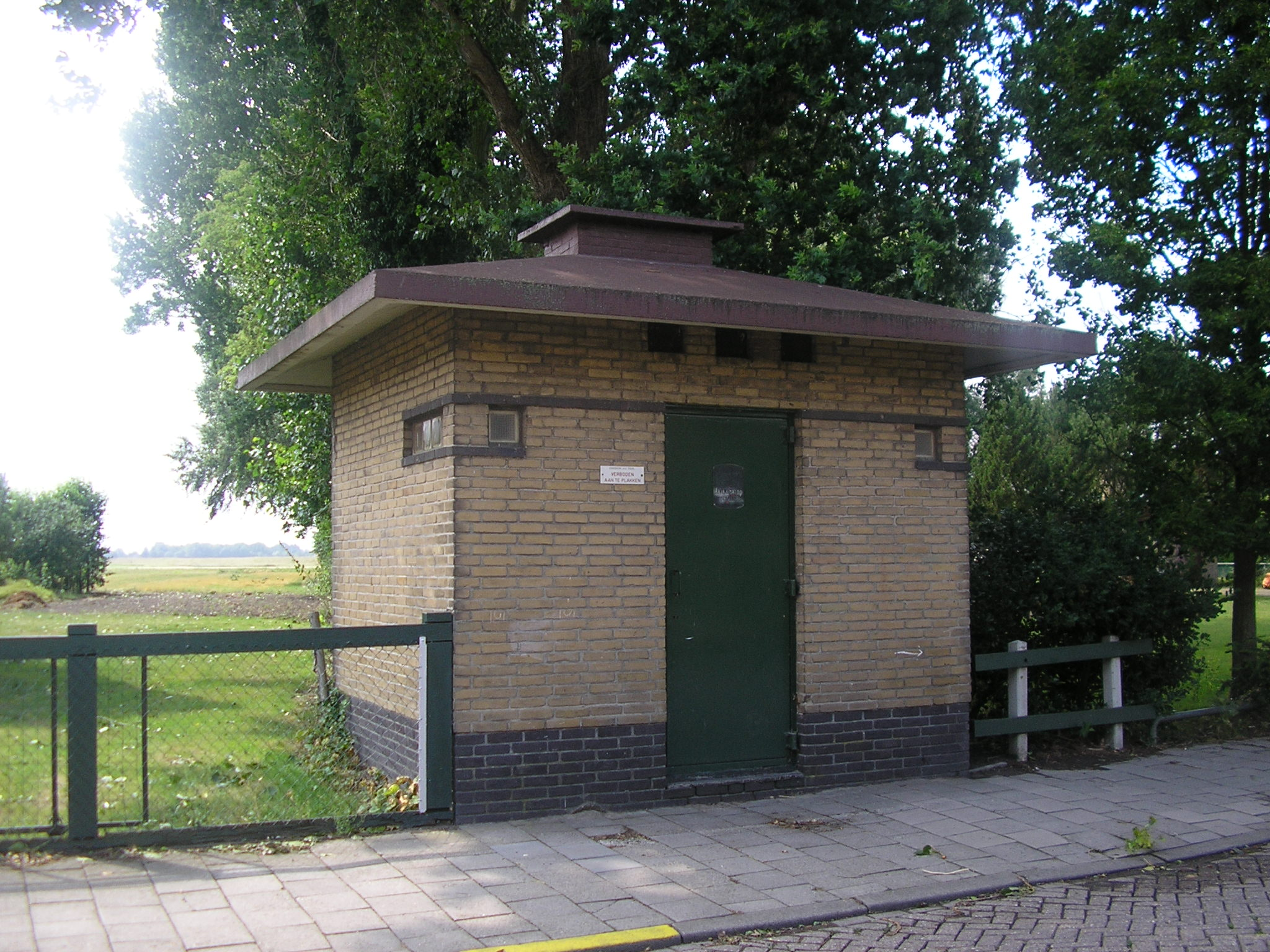
Transformatorhuisje Molenweg.
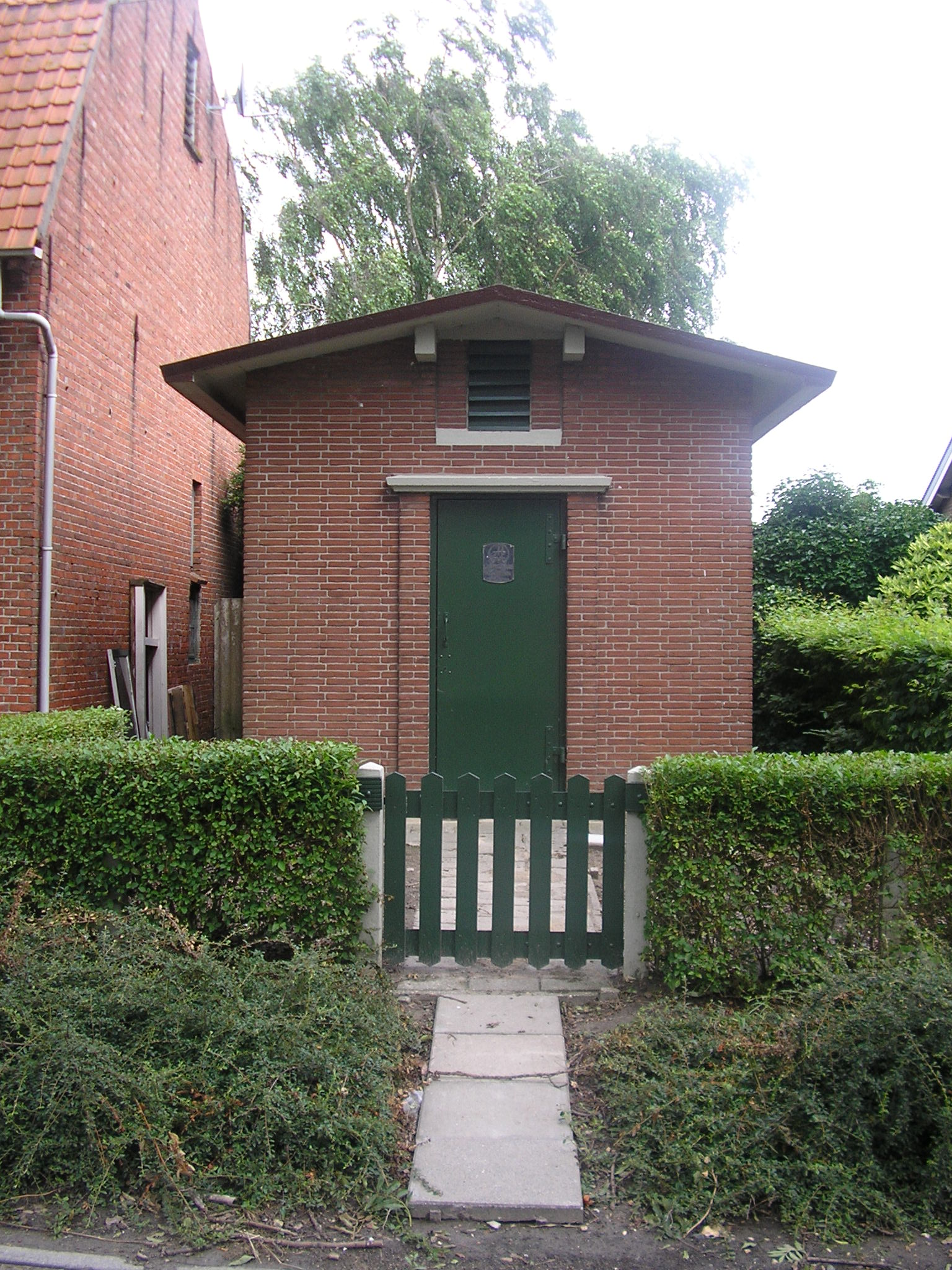
Transformatorhuisje Oud-Heiligenweg.
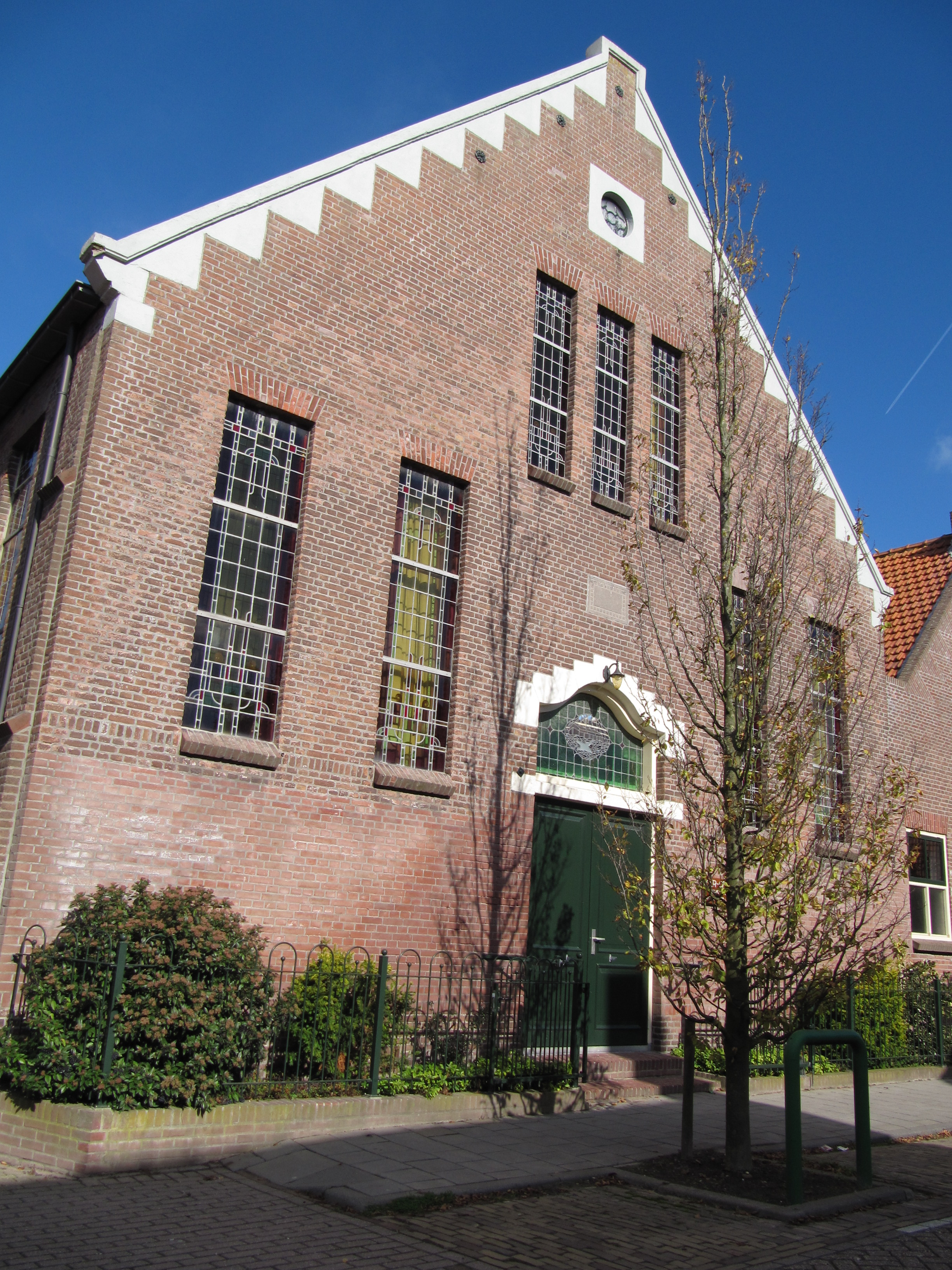
Kerkgebouw Gereformeerde Gemeente.
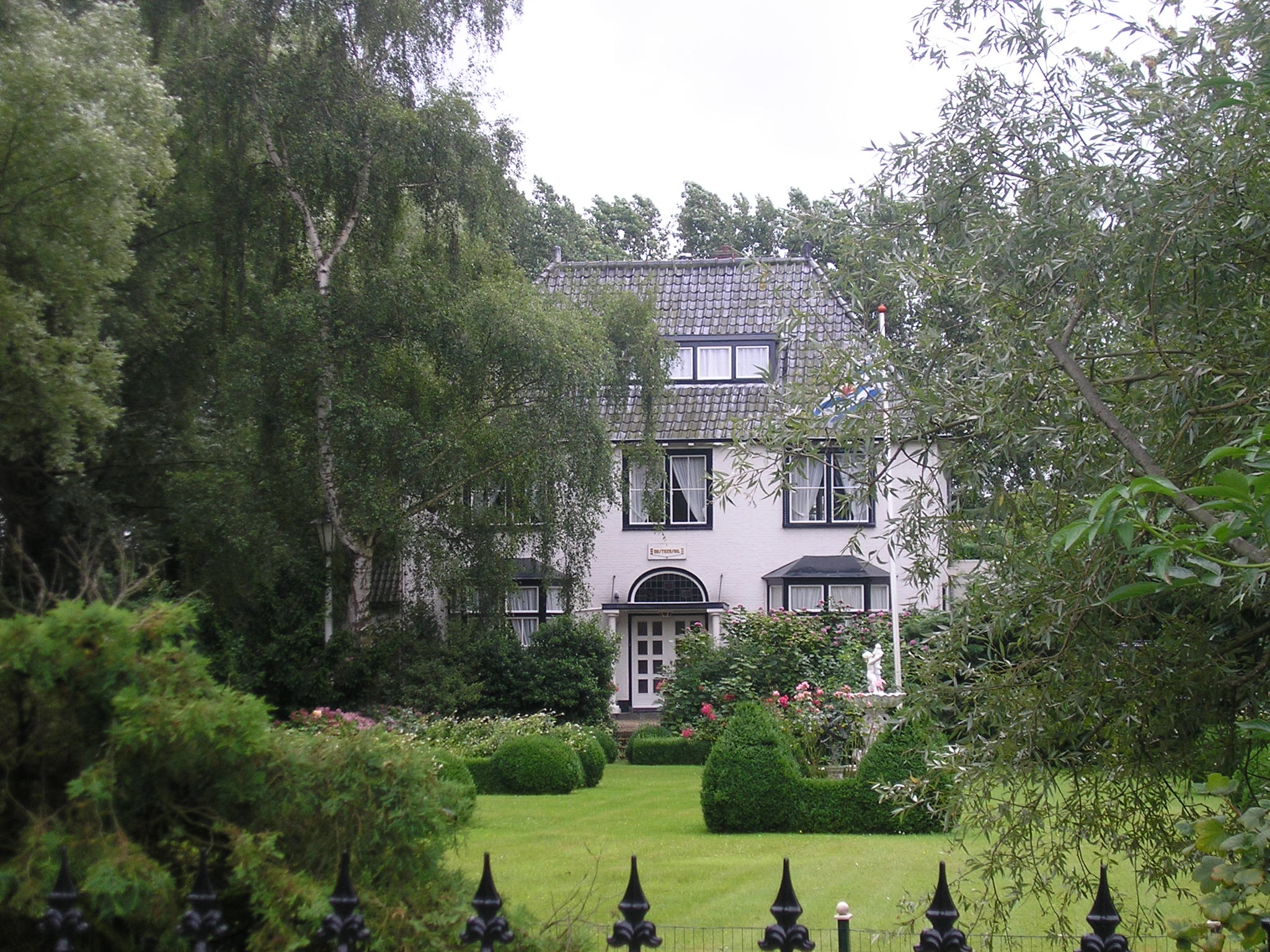
Voormalig gemeentehuis van Oosterland, nu sinds 1961 woonhuis.

## Geboren in Oosterland
- Leen van Dijke (1955), politicus namens de RPF en de ChristenUnie